# Rivalità Đoković-Federer

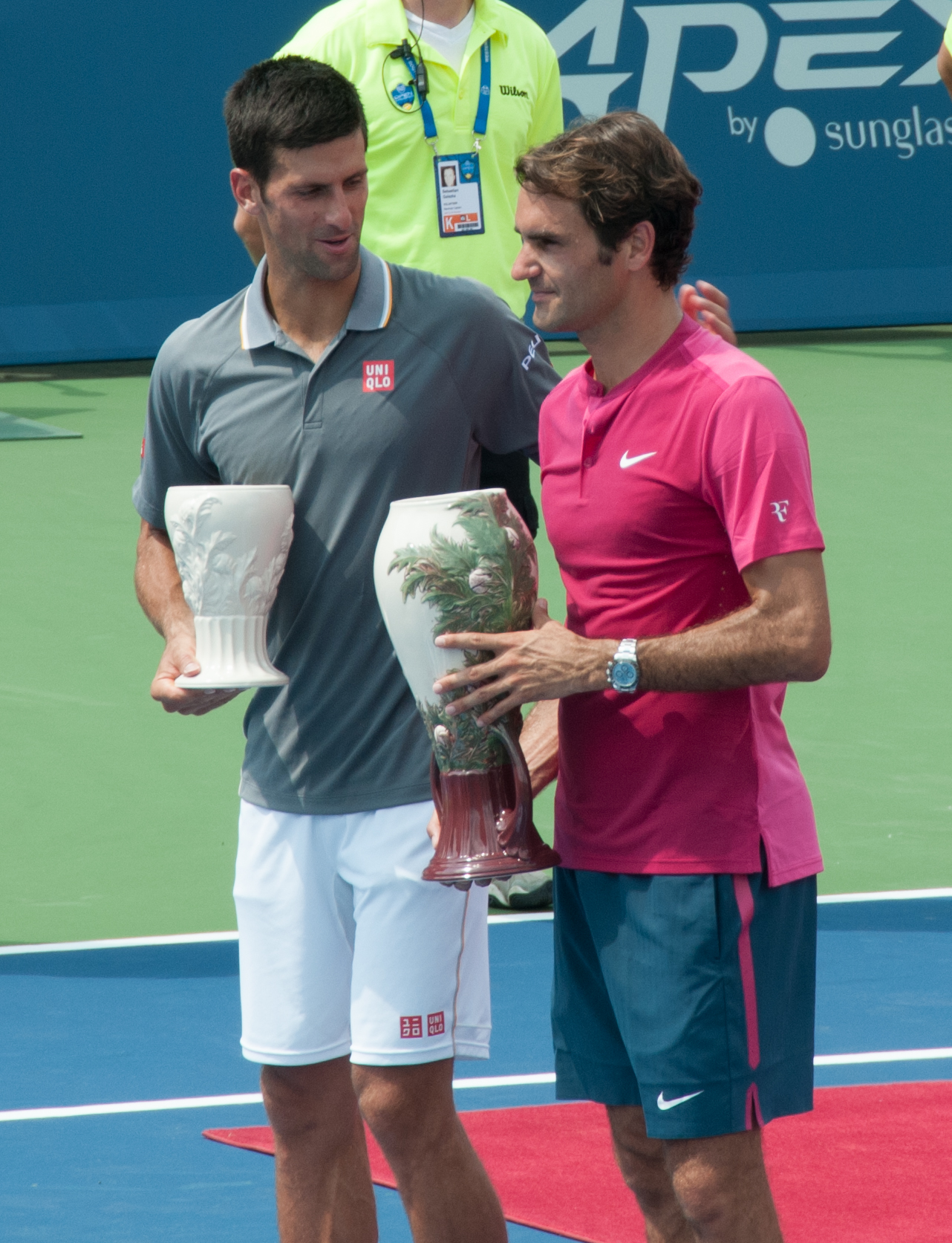
Đoković e Federer dopo la finale del Masters di Cincinnati 2015, vinta da Federer 7–6, 6–3

Novak Đoković e Roger Federer sono due giocatori professionisti di tennis che si sono affrontati ben 50 volte, con il bilancio di 27-23 in favore del serbo. È la seconda rivalità più volte disputatasi nell'era Open e nei tornei del Grande Slam (17 incontri disputati) dopo quella tra lo spagnolo Rafael Nadal e lo stesso Đoković.

## Analisi

### Aspetti statistici
Dall'anno del primo titolo di Federer (Wimbledon del 2003) a quello del suo ritiro (23 settembre 2022) i due hanno vinto complessivamente 41 dei 77 titoli del Grande Slam, 21 il serbo e 20 lo svizzero. Đoković detiene il record per maggior numero di vittorie all'Australian Open (10, di cui 3 consecutive). Federer, invece, vanta il primato di successi a Wimbledon (8), il record di vittorie allo US Open (5, pari con Sampras e Connors). Di seguito è riportato un elenco schematico dei vincitori dei tornei del Grande Slam.
| Anno | Australian Open       | Open di Francia       | Wimbledon             | US Open               |
| ---- | --------------------- | --------------------- | --------------------- | --------------------- |
| 2003 | Andre Agassi (8/8)    | Juan Carlos Ferrero   | Roger Federer (1/20)  | Andy Roddick          |
| 2004 | Roger Federer (2/20)  | Gastón Gaudio         | Roger Federer (3/20)  | Roger Federer (4/20)  |
| 2005 | Marat Safin (2/2)     | Rafael Nadal (1/22)   | Roger Federer (5/20)  | Roger Federer (6/20)  |
| 2006 | Roger Federer (7/20)  | Rafael Nadal (2/22)   | Roger Federer (8/20)  | Roger Federer (9/20)  |
| 2007 | Roger Federer (10/20) | Rafael Nadal (3/22)   | Roger Federer (11/20) | Roger Federer (12/20) |
| 2008 | Novak Đoković (1/24)  | Rafael Nadal (4/22)   | Rafael Nadal (5/22)   | Roger Federer (13/20) |
| 2009 | Rafael Nadal (6/22)   | Roger Federer (14/20) | Roger Federer (15/20) | Juan Martín del Potro |
| 2010 | Roger Federer (16/20) | Rafael Nadal (7/22)   | Rafael Nadal (8/22)   | Rafael Nadal (9/22)   |
| 2011 | Novak Đoković (2/24)  | Rafael Nadal (10/22)  | Novak Đoković (3/24)  | Novak Đoković (4/24)  |
| 2012 | Novak Đoković (5/24)  | Rafael Nadal (11/22)  | Roger Federer (17/20) | Andy Murray (1/3)     |
| 2013 | Novak Đoković (6/24)  | Rafael Nadal (12/22)  | Andy Murray (2/3)     | Rafael Nadal (13/22)  |
| 2014 | Stan Wawrinka (1/3)   | Rafael Nadal (14/22)  | Novak Đoković (7/24)  | Marin Čilić           |
| 2015 | Novak Đoković (8/24)  | Stan Wawrinka (2/3)   | Novak Đoković (9/24)  | Novak Đoković (10/24) |
| 2016 | Novak Đoković (11/24) | Novak Đoković (12/24) | Andy Murray (3/3)     | Stan Wawrinka (3/3)   |
| 2017 | Roger Federer (18/20) | Rafael Nadal (15/22)  | Roger Federer (19/20) | Rafael Nadal (16/22)  |
| 2018 | Roger Federer (20/20) | Rafael Nadal (17/22)  | Novak Đoković (13/24) | Novak Đoković (14/24) |
| 2019 | Novak Đoković (15/24) | Rafael Nadal (18/22)  | Novak Đoković (16/24) | Rafael Nadal (19/22)  |
| 2020 | Novak Đoković (17/24) | Rafael Nadal (20/22)  | Non disputato         | Dominic Thiem (1/1)   |
| 2021 | Novak Đoković (18/24) | Novak Đoković (19/24) | Novak Đoković (20/24) | Daniil Medvedev (1/1) |
| 2022 | Rafael Nadal (21/22)  | Rafael Nadal (22/22)  | Novak Đoković (21/24) | Carlos Alcaraz (1/4)  |
| 2023 | Novak Đoković (22/24) | Novak Đoković (23/24) | Carlos Alcaraz (2/4)  | Novak Đoković (24/24) |
| 2024 | Jannik Sinner (1/2)   | Carlos Alcaraz (3/4)  | Carlos Alcaraz (4/4)  | Jannik Sinner (2/2)   |

Anche nei tornei ATP Masters Series/ATP Tour Masters 1000 i due rivali hanno dominato la scena; dal 2004 (prima di quell'anno Federer aveva vinto uno solo di questi tornei, ad Amburgo nel 2002) al 2022 (anno del ritiro di Federer) hanno infatti vinto 66 dei 158 tornei disputati in questa categoria.
| Anno | Indian Wells                | Miami                   | Monte-Carlo              | Roma                   | Amburgo / Madrid       | Toronto / Montréal        | Cincinnati             | Madrid / Shanghai       | Parigi                   |
| ---- | --------------------------- | ----------------------- | ------------------------ | ---------------------- | ---------------------- | ------------------------- | ---------------------- | ----------------------- | ------------------------ |
| 2004 | Roger Federer (2/28)        | Andy Roddick (3/5)      | Guillermo Coria (2/2)    | Carlos Moyà (3/3)      | Roger Federer (3/28)   | Roger Federer (4/28)      | Andrè Agassi (17/17)   | Marat Safin (4/5)       | Marat Safin (5/5)        |
| 2005 | Roger Federer (5/28)        | Roger Federer (6/28)    | Rafael Nadal (1/36)      | Rafael Nadal (2/36)    | Roger Federer (7/28)   | Rafael Nadal (3/36)       | Roger Federer (8/28)   | Rafael Nadal (4/36)     | Tomáš Berdych (1/1)      |
| 2006 | Roger Federer (9/28)        | Roger Federer (10/28)   | Rafael Nadal (5/36)      | Rafael Nadal (6/36)    | Tommy Robredo (1/1)    | Roger Federer (11/28)     | Andy Roddick (4/5)     | Roger Federer (12/28)   | Nikolaj Davydenko (1/3)  |
| 2007 | Rafael Nadal (7/36)         | Novak Đoković (1/40)    | Rafael Nadal (8/35)      | Rafael Nadal (9/36)    | Roger Federer (13/28)  | Novak Đoković (2/40)      | Roger Federer (14/28)  | David Nalbandian (1/2)  | David Nalbandian (2/2)   |
| 2008 | Novak Đoković (3/40)        | Nikolaj Davydenko (2/3) | Rafael Nadal (10/36)     | Novak Đoković (4/40)   | Rafael Nadal (11/36)   | Rafael Nadal (12/36)      | Andy Murray (1/14)     | Andy Murray (2/14)      | Jo-Wilfried Tsonga (1/2) |
| 2009 | Rafael Nadal (13/36)        | Andy Murray (3/14)      | Rafael Nadal (14/36)     | Rafael Nadal (15/36)   | Roger Federer (15/28)  | Andy Murray (4/14)        | Roger Federer (16/28)  | Nikolaj Davydenko (3/3) | Novak Đoković (5/40)     |
| 2010 | Ivan Ljubičić (1/1)         | Andy Roddick (5/5)      | Rafael Nadal (16/36)     | Rafael Nadal (17/36)   | Rafael Nadal (18/36)   | Andy Murray (5/14)        | Roger Federer (17/28)  | Andy Murray (6/14)      | Robin Söderling (1/1)    |
| 2011 | Novak Đoković (6/40)        | Novak Đoković (7/40)    | Rafael Nadal (19/36)     | Novak Đoković (8/40)   | Novak Đoković (9/40)   | Novak Đoković (10/40)     | Andy Murray (7/14)     | Andy Murray (8/14)      | Roger Federer (18/28)    |
| 2012 | Roger Federer (19/28)       | Novak Đoković (11/40)   | Rafael Nadal (20/36)     | Rafael Nadal (21/36)   | Roger Federer (20/28)  | Novak Đoković (12/40)     | Roger Federer (21/28)  | Novak Đoković (13/40)   | David Ferrer (1/1)       |
| 2013 | Rafael Nadal (22/36)        | Andy Murray (9/14)      | Novak Đoković (14/40)    | Rafael Nadal (23/36)   | Rafael Nadal (24/36)   | Rafael Nadal (25/36)      | Rafael Nadal (26/36)   | Novak Đoković (15/40)   | Novak Đoković (16/40)    |
| 2014 | Novak Đoković (17/40)       | Novak Đoković (18/40)   | Stan Wawrinka (1/1)      | Novak Đoković (19/40)  | Rafael Nadal (27/36)   | Jo-Wilfried Tsonga (2/2)  | Roger Federer (22/28)  | Roger Federer (23/28)   | Novak Đoković (20/40)    |
| 2015 | Novak Đoković (21/40)       | Novak Đoković (22/40)   | Novak Đoković (23/40)    | Novak Đoković (24/40)  | Andy Murray (10/14)    | Andy Murray (11/14)       | Roger Federer (24/28)  | Novak Đoković (25/40)   | Novak Đoković (26/40)    |
| 2016 | Novak Đoković (27/40)       | Novak Đoković (28/40)   | Rafael Nadal (28/36)     | Andy Murray (12/14)    | Novak Đoković (29/40)  | Novak Đoković (30/40)     | Marin Čilić (1/1)      | Andy Murray (13/14)     | Andy Murray (14/14)      |
| 2017 | Roger Federer (25/28)       | Roger Federer (26/28)   | Rafael Nadal (29/36)     | Alexander Zverev (1/5) | Rafael Nadal (30/36)   | Alexander Zverev (2/5)    | Grigor Dimitrov (1/1)  | Roger Federer (27/28)   | Jack Sock (1/1)          |
| 2018 | Juan Martín del Potro (1/1) | John Isner (1/1)        | Rafael Nadal (31/36)     | Rafael Nadal (32/36)   | Alexander Zverev (3/5) | Rafael Nadal (33/36)      | Novak Đoković (31/40)  | Novak Đoković (32/40)   | Karen Chačanov (1/1)     |
| 2019 | Dominic Thiem (1/1)         | Roger Federer (28/28)   | Fabio Fognini (1/1)      | Rafael Nadal (34/36)   | Novak Đoković (33/40)  | Rafael Nadal (35/36)      | Daniil Medvedev (1/6)  | Daniil Medvedev (2/6)   | Novak Đoković (34/40)    |
| 2020 | Non disputato               | Non disputato           | Non disputato            | Novak Đoković (35/40)  | Non disputato          | Non disputato             | Novak Đoković (36/40)  | Non disputato           | Daniil Medvedev (3/6)    |
| 2021 | Cameron Norrie (1/1)        | Hubert Hurkacz (1/1)    | Stefanos Tsitsipas (1/2) | Rafael Nadal (36/36)   | Alexander Zverev (4/5) | Daniil Medvedev (4/6)     | Alexander Zverev (5/5) | Non disputato           | Novak Đoković (37/40)    |
| 2022 | Taylor Fritz (1/1)          | Carlos Alcaraz (1/4)    | Stefanos Tsitsipas (2/2) | Novak Đoković (38/40)  | Carlos Alcaraz (2/4)   | Pablo Carreño Busta (1/1) | Borna Ćorić (1/1)      | Non disputato           | Holger Rune (1/1)        |
| 2023 | Carlos Alcaraz (3/4)        | Daniil Medvedev (5/6)   | Andrej Rublëv (1/1)      | Daniil Medvedev (6/6)  | Carlos Alcaraz (4/4)   | Jannik Sinner (1/1)       | Novak Đoković (39/40)  | Non disputato           | Novak Đoković (40/40)    |

### Risultati per torneo
- Totale: Ðokovic 27–23
  - Incontri Grande Slam: Ðokovic, 11–6
    - Australian Open: Ðokovic, 4-1
    - Open di Francia: Pareggio, 1-1
    - Wimbledon: Ðokovic, 3–1
    - US Open: Pareggio, 3-3

  - Incontri ATP Finals: Pareggio, 3–3
  - Incontri ATP Tour Masters 1000 : Ðokovic 11-9
  - Incontri ATP Tour 500 : Federer 4-2
  - Incontri in Coppa Davis: Federer, 1–0
  - Incontri al meglio dei tre set: Pareggio, 16–16
  - Incontri al meglio dei cinque set: Ðokovic, 11–7
  - Incontri al quinto set: Ðokovic, 4–0
  - Incontri vinti dopo aver perso il primo set: Ðokovic, 7–1
- Totale finali: Ðokovic, 13–6
  - Finali Grande Slam: Ðokovic, 4–1
    - Australian Open: 0-0
    - Open di Francia: 0-0
    - Wimbledon: Ðokovic, 3–0
    - US Open: Pareggio, 1–1

  - Finali ATP Finals: Ðokovic, 2–0
  - Finali ATP Tour Masters 1000: Ðokovic, 5–3
  - Finali ATP Tour 500 : Pareggio, 2–2
- Totale set: Federer, 108–102
  - Set decisivi: Ðokovic, 15–5
- Totale tiebreak: Ðokovic, 16–12
  - Tiebreak decisivi: Ðokovic, 4–0

### Risultati per superficie
- Terra battuta: Parità, 4–4
- Cemento: Djokovic, 20–18
  - Outdoor: Djokovic, 14–13
  - Indoor: Djokovic, 6–5
- Erba: Djokovic, 3–1

### Evoluzione della carriera
- * = record attivo (aggiornato al 31 dicembre 2023)

| Stagione di Federer   | Stagione di Federer   | 1999 | 2000 | 2001 | 2002 | 2003 | 2004 | 2005 | 2006 | 2007 | 2008 | 2009 | 2010 | 2011 | 2012 | 2013 | 2014 | 2015 | 2016 | 2017 | 2018 | 2019 | 2020 | 2021 | 2022 |
| Stagione di Đoković   | Stagione di Đoković   | 2005 | 2006 | 2007 | 2008 | 2009 | 2010 | 2011 | 2012 | 2013 | 2014 | 2015 | 2016 | 2017 | 2018 | 2019 | 2020 | 2021 | 2022 | 2023 | 2024 | 2025 | 2026 | 2027 | 2028 |
| Età (a fine stagione) | Età (a fine stagione) | 18   | 19   | 20   | 21   | 22   | 23   | 24   | 25   | 26   | 27   | 28   | 29   | 30   | 31   | 32   | 33   | 34   | 35   | 36   | 37   | 38   | 39   | 40   | 41   |
| Grande Slam           | Federer               | 0    | 0    | 0    | 0    | 1    | 4    | 6    | 9    | 12   | 13   | 15   | 16   | 16   | 17   | 17   | 17   | 17   | 17   | 19   | 20   | 20   | 20   | 20   | 20   |
| Grande Slam           | Đoković               | 0    | 0    | 0    | 1    | 1    | 1    | 4    | 5    | 6    | 7    | 10   | 12   | 12   | 14   | 16   | 17   | 20   | 21   | 24   |      |      |      |      |      |
| Titoli totali         | Federer               | 0    | 0    | 1    | 4    | 11   | 22   | 33   | 45   | 53   | 57   | 61   | 66   | 70   | 76   | 77   | 82   | 88   | 88   | 95   | 99   | 103  | 103  | 103  | 103  |
| Titoli totali         | Đoković               | 0    | 2    | 7    | 11   | 16   | 18   | 28   | 34   | 41   | 48   | 59   | 66   | 68   | 72   | 77   | 81   | 86   | 91   | 98   |      |      |      |      |      |
| Ranking               | Federer               | 64   | 29   | 13   | 6    | 2    | 1    | 1    | 1    | 1    | 2    | 1    | 2    | 3    | 2    | 6    | 2    | 3    | 16   | 2    | 3    | 3    | 5    | 15   | Rit. |
| Ranking               | Đoković               | 78   | 16   | 3    | 3    | 3    | 3    | 1    | 1    | 2    | 1    | 1    | 2    | 12   | 1    | 2    | 1    | 1    | 5    | 1    |      |      |      |      |      |
| Settimane al nº1      | Federer               | 0    | 0    | 0    | 0    | 0    | 48   | 100  | 152  | 204  | 237  | 262  | 285  | 285  | 302  | 302  | 302  | 302  | 302  | 302  | 310  | 310  | 310  | 310  | 310  |
| Settimane al nº1      | Đoković               | 0    | 0    | 0    | 0    | 0    | 0    | 26   | 62   | 101  | 121  | 173  | 223  | 223  | 232  | 275  | 301  | 329  | 373  | 405  |      |      |      |      |      |

## Elenco di tutte le sfide
| Legenda (2004-2008)           |
| Grande Slam                   |
| Tennis Masters Cup            |
| ATP Masters Series            |
| ATP International Series Gold |
| ATP International Series      |
| Coppa Davis                   |

| Legenda (2009-2020) |
| Grande Slam         |
| ATP Finals          |
| ATP Masters 1000    |
| ATP Tour 500        |
| ATP Tour 250        |
| Coppa Davis         |

### Partite ufficiali nel singolare, Đoković 27–23
| No. | Anno | Torneo                | Superficie  | Turno        | Vincitore | Punteggio                  | Durata | Đoković | Federer |
| --- | ---- | --------------------- | ----------- | ------------ | --------- | -------------------------- | ------ | ------- | ------- |
| 1.  | 2006 | Monte Carlo           | Terra       | R64          | Federer   | 6–3, 2–6, 6–3              | 1:49   | 0       | 1       |
| 2.  | 2006 | Coppa Davis           | Cemento (i) | WG Play-offs | Federer   | 6–3, 6–2, 6–3              | 1:58   | 0       | 2       |
| 3.  | 2007 | Australian Open       | Cemento     | R16          | Federer   | 6–2, 7–5, 6–3              | 1:50   | 0       | 3       |
| 4.  | 2007 | Dubai                 | Cemento     | Quarti       | Federer   | 6–3, 66–7, 6–3             | 2:03   | 0       | 4       |
| 5.  | 2007 | Canada                | Cemento     | Finale       | Đoković   | 7–62, 2–6, 7–62            | 2:13   | 1       | 4       |
| 6.  | 2007 | US Open               | Cemento     | Finale       | Federer   | 7–64, 7–62, 6–4            | 2:24   | 1       | 5       |
| 7.  | 2008 | Australian Open       | Cemento     | Semifinale   | Đoković   | 7–5, 6–3, 7–65             | 2:26   | 2       | 5       |
| 8.  | 2008 | Monte Carlo           | Terra       | Semifinale   | Federer   | 6–3, 3–2 r                 | 1:12   | 2       | 6       |
| 9.  | 2008 | US Open               | Cemento     | Semifinale   | Federer   | 6–3, 5–7, 7–5, 6–2         | 2:44   | 2       | 7       |
| 10. | 2009 | Miami                 | Cemento     | Semifinale   | Đoković   | 3–6, 6–2, 6–3              | 1:46   | 3       | 7       |
| 11. | 2009 | Roma                  | Terra       | Semifinale   | Đoković   | 4–6, 6–3, 6–3              | 2:11   | 4       | 7       |
| 12. | 2009 | Cincinnati            | Cemento     | Finale       | Federer   | 6–1, 7–5                   | 2:07   | 4       | 8       |
| 13. | 2009 | US Open               | Cemento     | Semifinale   | Federer   | 7–63, 7–5, 7–5             | 2:34   | 4       | 9       |
| 14. | 2009 | Basilea               | Cemento (i) | Finale       | Đoković   | 6–4, 4–6, 6–2              | 2:11   | 5       | 9       |
| 15. | 2010 | Canada                | Cemento     | Semifinale   | Federer   | 6–1, 3–6, 7–5              | 2:22   | 5       | 10      |
| 16. | 2010 | US Open               | Cemento     | Semifinale   | Đoković   | 5–7, 6–1, 5–7, 6–2, 7–5    | 3:44   | 6       | 10      |
| 17. | 2010 | Shanghai              | Cemento     | Semifinale   | Federer   | 7–5, 6–4                   | 1:42   | 6       | 11      |
| 18. | 2010 | Basilea               | Cemento (i) | Finale       | Federer   | 6–4, 3–6, 6–1              | 1:55   | 6       | 12      |
| 19. | 2010 | ATP World Tour Finals | Cemento (i) | Semifinale   | Federer   | 6–1, 6–4                   | 1:21   | 6       | 13      |
| 20. | 2011 | Australian Open       | Cemento     | Semifinale   | Đoković   | 7–63, 7–5, 6–4             | 3:00   | 7       | 13      |
| 21. | 2011 | Dubai                 | Cemento     | Finale       | Đoković   | 6–3, 6–3                   | 1:12   | 8       | 13      |
| 22. | 2011 | Indian Wells          | Cemento     | Semifinale   | Đoković   | 6–3, 3–6, 6–2              | 2:07   | 9       | 13      |
| 23. | 2011 | Open di Francia       | Terra       | Semifinale   | Federer   | 7–65, 6–3, 3–6, 7–65       | 3:39   | 9       | 14      |
| 24. | 2011 | US Open               | Cemento     | Semifinale   | Đoković   | 67–7, 4–6, 6–3, 6–2, 7–5   | 3:51   | 10      | 14      |
| 25. | 2012 | Roma                  | Terra       | Semifinale   | Đoković   | 6–2, 7–64                  | 1:39   | 11      | 14      |
| 26. | 2012 | Open di Francia       | Terra       | Semifinale   | Đoković   | 6–4, 7–5, 6–3              | 2:05   | 12      | 14      |
| 27. | 2012 | Wimbledon             | Erba        | Semifinale   | Federer   | 6–3, 3–6, 6–4, 6–3         | 2:19   | 12      | 15      |
| 28. | 2012 | Cincinnati            | Cemento     | Finale       | Federer   | 6–0, 7–67                  | 1:20   | 12      | 16      |
| 29. | 2012 | ATP World Tour Finals | Cemento (i) | Finale       | Đoković   | 7–66, 7–5                  | 2:14   | 13      | 16      |
| 30. | 2013 | Parigi                | Cemento (i) | Semifinale   | Đoković   | 4–6, 6–3, 6–2              | 2:00   | 14      | 16      |
| 31. | 2013 | ATP World Tour Finals | Cemento (i) | RR           | Đoković   | 6–4, 62–7, 6–2             | 2:22   | 15      | 16      |
| 32. | 2014 | Dubai                 | Cemento     | Semifinale   | Federer   | 3–6, 6–3, 6–2              | 1:45   | 15      | 17      |
| 33. | 2014 | Indian Wells          | Cemento     | Finale       | Đoković   | 3–6, 6–3, 7–63             | 2:12   | 16      | 17      |
| 34. | 2014 | Monte Carlo           | Terra       | Semifinale   | Federer   | 7–5, 6–2                   | 1:15   | 16      | 18      |
| 35. | 2014 | Wimbledon             | Erba        | Finale       | Đoković   | 67–7, 6–4, 7–64, 5–7, 6–4  | 3:56   | 17      | 18      |
| 36. | 2014 | Shanghai              | Cemento     | Semifinale   | Federer   | 6–4, 6–4                   | 1:35   | 17      | 19      |
| —   | 2014 | ATP World Tour Finals | Cemento (i) | Finale       | Đoković   | w/o                        |        | 17      | 19      |
| 37. | 2015 | Dubai                 | Cemento     | Finale       | Federer   | 6–3 7–5                    | 1:24   | 17      | 20      |
| 38. | 2015 | Indian Wells          | Cemento     | Finale       | Đoković   | 6–3, 65–7, 6–2             | 2:17   | 18      | 20      |
| 39. | 2015 | Roma                  | Terra       | Finale       | Đoković   | 6–4, 6–3                   | 1:16   | 19      | 20      |
| 40. | 2015 | Wimbledon             | Erba        | Finale       | Đoković   | 7–61, 610–7, 6–4, 6–3      | 2:59   | 20      | 20      |
| 41. | 2015 | Cincinnati            | Cemento     | Finale       | Federer   | 7–6, 6–3                   | 1:30   | 20      | 21      |
| 42. | 2015 | US Open               | Cemento     | Finale       | Đoković   | 6–4, 5–7, 6–4, 6–4         | 3:20   | 21      | 21      |
| 43. | 2015 | ATP World Tour Finals | Cemento (i) | RR           | Federer   | 7–5, 6–2                   | 1:17   | 21      | 22      |
| 44. | 2015 | ATP World Tour Finals | Cemento (i) | Finale       | Đoković   | 6–3, 6–4                   | 1:22   | 22      | 22      |
| 45. | 2016 | Australian Open       | Cemento     | Semifinale   | Đoković   | 6–1, 6–2, 3–6, 6–3         | 2:23   | 23      | 22      |
| 46. | 2018 | Cincinnati            | Cemento     | Finale       | Đoković   | 6–4, 6–4                   | 1:23   | 24      | 22      |
| 47. | 2018 | Parigi                | Cemento (i) | Semifinale   | Đoković   | 7–6, 5–7, 7–6              | 3:03   | 25      | 22      |
| 48. | 2019 | Wimbledon             | Erba        | Finale       | Đoković   | 7–6, 1–6, 7–6, 4–6, 13–123 | 4:57   | 26      | 22      |
| 49. | 2019 | ATP Finals            | Cemento (i) | RR           | Federer   | 6–4, 6–3                   | 1:13   | 26      | 23      |
| 50. | 2020 | Australian Open       | Cemento     | Semifinale   | Đoković   | 7–61, 6–4, 6–3             | 2:18   | 27      | 23      |

## Performance annuali nel Grande Slam

### 1999–2004
- Grassetto = ha vinto/perso contro il rivale in finale.
- Corsivo = ha vinto/perso contro il rivale in un turno antecedente la finale.

| Giocatore | 1999                      | 1999                      | 1999                      | 1999                      | 2000                      | 2000                      | 2000                      | 2000                      | 2001                      | 2001                      | 2001                      | 2001                      | 2002                      | 2002                      | 2002                      | 2002                      | 2003 | 2003 | 2003 | 2003 | 2004 | 2004 | 2004 | 2004 |
| --------- | ------------------------- | ------------------------- | ------------------------- | ------------------------- | ------------------------- | ------------------------- | ------------------------- | ------------------------- | ------------------------- | ------------------------- | ------------------------- | ------------------------- | ------------------------- | ------------------------- | ------------------------- | ------------------------- | ---- | ---- | ---- | ---- | ---- | ---- | ---- | ---- |
| Giocatore | AUS                       | FRA                       | WIM                       | USA                       | AUS                       | FRA                       | WIM                       | USA                       | AUS                       | FRA                       | WIM                       | USA                       | AUS                       | FRA                       | WIM                       | USA                       | AUS  | FRA  | WIM  | USA  | AUS  | FRA  | WIM  | USA  |
| Đoković   | Non ancora professionista | Non ancora professionista | Non ancora professionista | Non ancora professionista | Non ancora professionista | Non ancora professionista | Non ancora professionista | Non ancora professionista | Non ancora professionista | Non ancora professionista | Non ancora professionista | Non ancora professionista | Non ancora professionista | Non ancora professionista | Non ancora professionista | Non ancora professionista | LQ   | LQ   | LQ   | LQ   | LQ   | LQ   | LQ   | LQ   |
| Federer   | LQ                        | 1T                        | 1T                        | LQ                        | 3T                        | 4T                        | 1T                        | 3T                        | 3T                        | QF                        | QF                        | 4T                        | 4T                        | 1T                        | 1T                        | 4T                        | 4T   | 1T   | V    | 3T   | V    | 3T   | V    | V    |

### 2005–2010
| Giocatore | 2005 | 2005 | 2005 | 2005 | 2006 | 2006 | 2006 | 2006 | 2007 | 2007 | 2007 | 2007 | 2008 | 2008 | 2008 | 2008 | 2009 | 2009 | 2009 | 2009 | 2010 | 2010 | 2010 | 2010 |
| --------- | ---- | ---- | ---- | ---- | ---- | ---- | ---- | ---- | ---- | ---- | ---- | ---- | ---- | ---- | ---- | ---- | ---- | ---- | ---- | ---- | ---- | ---- | ---- | ---- |
| Giocatore | AUS  | FRA  | WIM  | USA  | AUS  | FRA  | WIM  | USA  | AUS  | FRA  | WIM  | USA  | AUS  | FRA  | WIM  | USA  | AUS  | FRA  | WIM  | USA  | AUS  | FRA  | WIM  | USA  |
| Đoković   | 1T   | 2T   | 3T   | 3T   | 1T   | QF   | 4T   | 3T   | 4T   | SF   | SF   | F    | V    | SF   | 2T   | SF   | QF   | 3T   | QF   | SF   | QF   | QF   | SF   | F    |
| Federer   | SF   | SF   | V    | V    | V    | F    | V    | V    | V    | F    | V    | V    | SF   | F    | F    | V    | F    | V    | V    | F    | V    | QF   | QF   | SF   |

### 2011–2016
| Giocatore | 2011 | 2011 | 2011 | 2011 | 2012 | 2012 | 2012 | 2012 | 2013 | 2013 | 2013 | 2013 | 2014 | 2014 | 2014 | 2014 | 2015 | 2015 | 2015 | 2015 | 2016 | 2016 | 2016 | 2016 |
| --------- | ---- | ---- | ---- | ---- | ---- | ---- | ---- | ---- | ---- | ---- | ---- | ---- | ---- | ---- | ---- | ---- | ---- | ---- | ---- | ---- | ---- | ---- | ---- | ---- |
| Giocatore | AUS  | FRA  | WIM  | USA  | AUS  | FRA  | WIM  | USA  | AUS  | FRA  | WIM  | USA  | AUS  | FRA  | WIM  | USA  | AUS  | FRA  | WIM  | USA  | AUS  | FRA  | WIM  | USA  |
| Đoković   | V    | SF   | V    | V    | V    | F    | SF   | F    | V    | SF   | F    | F    | QF   | F    | V    | SF   | V    | F    | V    | V    | V    | V    | 3T   | F    |
| Federer   | SF   | F    | QF   | SF   | SF   | SF   | V    | QF   | SF   | QF   | 2T   | 4T   | SF   | 4T   | F    | SF   | 3T   | QF   | F    | F    | SF   | A    | SF   | A    |

### 2017–2022
| Giocatore | 2017 | 2017 | 2017 | 2017 | 2018 | 2018 | 2018 | 2018 | 2019 | 2019 | 2019 | 2019 | 2020 | 2020 | 2020 | 2020 | 2021 | 2021 | 2021 | 2021 | 2022 | 2022 | 2022 | 2022 |
| --------- | ---- | ---- | ---- | ---- | ---- | ---- | ---- | ---- | ---- | ---- | ---- | ---- | ---- | ---- | ---- | ---- | ---- | ---- | ---- | ---- | ---- | ---- | ---- | ---- |
| Giocatore | AUS  | FRA  | WIM  | USA  | AUS  | FRA  | WIM  | USA  | AUS  | FRA  | WIM  | USA  | AUS  | FRA  | WIM  | USA  | AUS  | FRA  | WIM  | USA  | AUS  | FRA  | WIM  | USA  |
| Đoković   | 2T   | QF   | QF   | A    | 4T   | QF   | V    | V    | V    | SF   | V    | 4T   | V    | F    | ND   | 4T   | V    | V    | V    | F    | A    | QF   | V    | A    |
| Federer   | V    | A    | V    | QF   | V    | A    | QF   | 4T   | 4T   | SF   | F    | QF   | SF   | A    | ND   | A    | A    | 4T   | QF   | A    | A    | A    | A    | A    |